# Ledbergs kulle

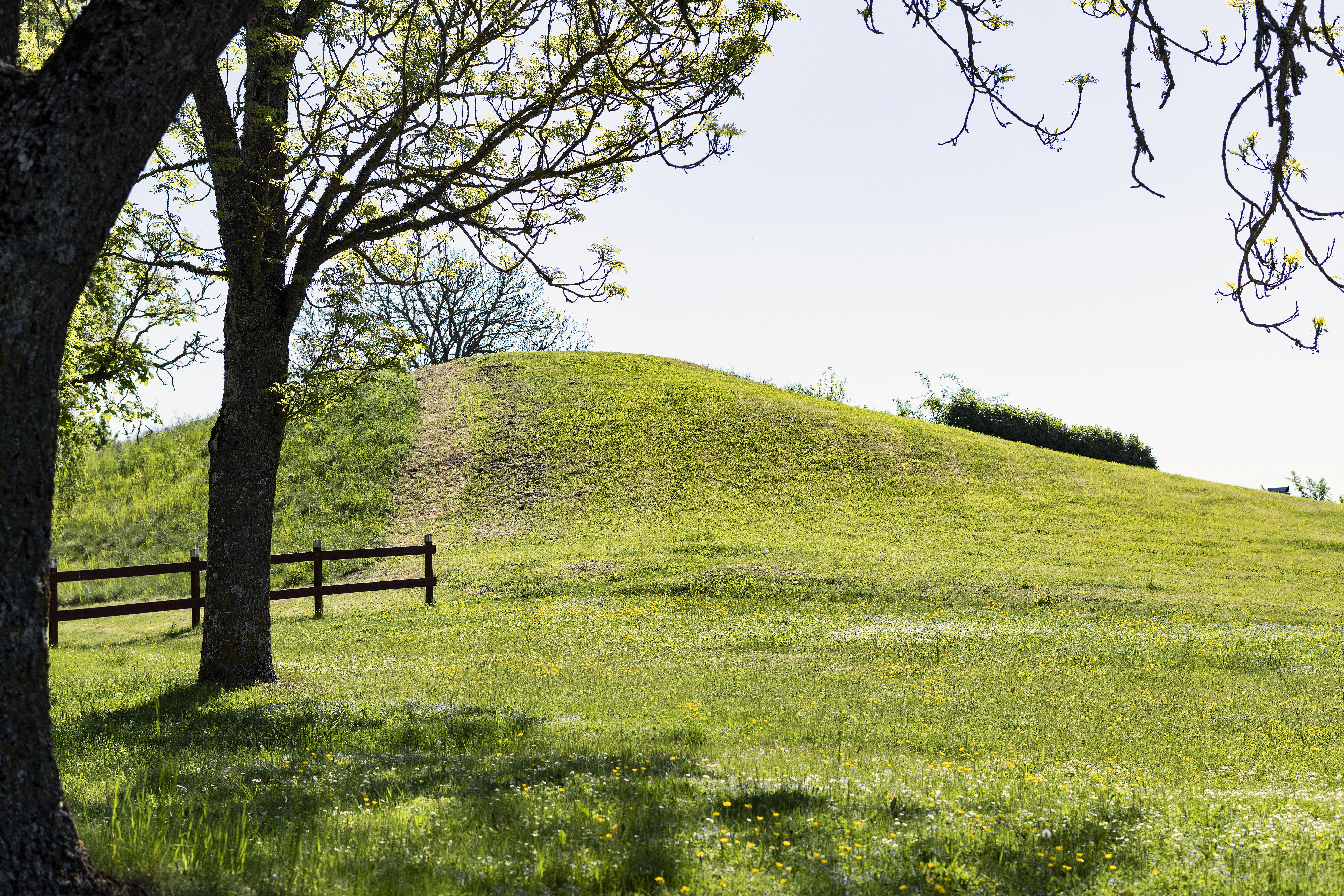
Ledbergs kulle Ledberg raä 5

Ledbergs kulle är Östergötlands största gravhög och härrör förmodligen från vikingatiden. Den ligger intill Ledbergs kyrka.

## Beskrivning
Kullen är 40–50 meter i diameter och 6–7 meter i höjd. På toppen finns en grund grop, ca 2 meter i diameter. Gropen har troligtvis inte med gravplundare att göra utan är ingrepp efter en flaggstång som en gång stod på högen. 
Gravhögen är inte utgrävd. 1982 gjordes dock två små provschakt vid högens gräns mot landsvägen för en telekabel. Endast kol tillvaratogs vid denna schaktning och gav en kol-14-datering till tiden 780–990 cal AD. 2005 avsöktes gravhögens närområde med metalldetektor. Ett område upp till 200 meter från högen kontrollerades utan att äldre fynd gjordes. Tidigare har dock intill högen påträffats en frankisk fingerring av guld från 600-talet.
Strax norr om gravhögen ligger Ledbergs kyrka. Det nära läget mellan tidig kyrka och äldre storhög indikerar ett äldre stormannaintresse. Detta förstärks ytterligare genom en run- och bildsten från tidiga 1000-talet som står på kyrkogården, den så kallade Ledbergsstenen.

## Berättelser om högen
Pehr Arvid Säve skrev 1862 om två folksägner om gravhögen. En bonde som fört bort jord från högen sägs inte ha fått någon säd på sin åker och hans hustru blev sängliggande i trettio år, och en smed som tog kol ur högen "ådrog sig sådant väsen i smedjan, att han icke vågade förnya tillgreppet."